# Серґіуш Волчанецький
Серґіуш Волчанецький (пол. Sergiusz Wołczaniecki, 9 листопада 1964) — польський важкоатлет.
Бронзовий призер Олімпійських Ігор 1992 року в категорії 90 кг.